# Schäden an Betonbauwerken

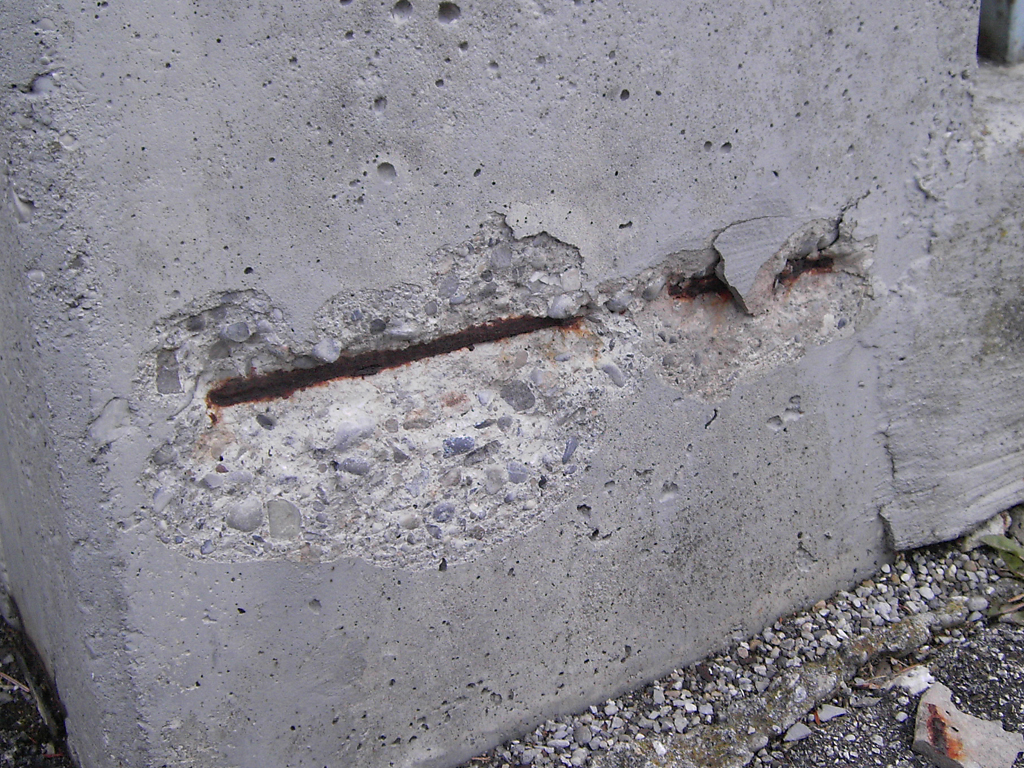
Schaden infolge Carbonatisierung an einem Stahlbetonbauteil. Gut zu erkennen ist die freiliegende Bewehrung.

Schäden an Betonbauwerken treten aufgrund von Beanspruchungen aus der Umwelt und Fehlern in der Verarbeitung des Baustoffs auf. Beton wird in unterschiedlicher Qualität hergestellt und für die verschiedensten Aufgaben eingesetzt. Die vielseitigen Einsatzmöglichkeiten, die dieser Baustoff bietet, sowie der Umstand, dass er in seiner endgültigen Form meist erst auf der Baustelle hergestellt wird, führen nicht selten zu Ausführungs- oder Planungsfehlern.
Beton ist – auch wenn er oft so bezeichnet wird – kein „Universalbaustoff“. Es gibt Beanspruchungen, für die er weniger geeignet ist, sei es wegen seiner chemischen Zusammensetzung, sei es, dass man ihn in Formen zwängt und durch Kräfte beansprucht, für die er durch seine materialbedingte Sprödigkeit problematisch ist.
Lange galt die Meinung, dass Betonbauwerke praktisch während ihrer gesamten Nutzungszeit keinerlei Unterhalt erfordern. Die Erfahrung der letzten Jahrzehnte hat gezeigt, dass auch Betonkonstruktionen sachgemäß zu unterhalten sind und dass kleinere Schäden, wenn man sie nicht umgehend saniert und die Schadensursachen beseitigt, sich relativ schnell zu größeren Schäden auswachsen, die nur mit hohem Aufwand zu beseitigen sind.
Es gibt heute eine ganze Reihe von Spezialverfahren und den verschiedensten Beanspruchungen angepassten Materialien für die Betoninstandsetzung. Bevor man aber an die Beseitigung eines aufgetretenen Schadens geht, muss die Schadensursache geklärt werden. Die Erkennung und Abstellung der Schadensursachen erfordert gründliche Kenntnisse über das Verhalten von Baustoffen und Bauteilen unter den auftretenden last-, nutzungs- und umweltbedingten Beanspruchungen.

## Typische Schadensursachen

### Abplatzung und Abblätterung
Beton besitzt bei sehr hoher Druckfestigkeit nur eine geringe Zugfestigkeit. Die von einem Bauteil aufzunehmenden Zugspannungen müssen daher meist durch eingelegte Stahlstäbe (Bewehrungsstahl) aufgenommen werden (Stahlbeton). Stahl ist ein korrosionsanfälliger Baustoff, der sehr schnell rostet, wenn er ungeschützt Luftsauerstoff und Feuchte ausgesetzt ist. Beton ist hochalkalisch und hat die wichtige Eigenschaft, durch seine Alkalinität eine Passivierungsschicht auf dem Stahl zu bilden und ihn so vor Rost zu schützen. Durch Reaktion mit dem CO2 der Luft (siehe Carbonatisierung (Beton)) verliert der Beton aber mit der Zeit seine Alkalinität und ist dann nicht mehr in der Lage, die eingebetteten Stahlstäbe vor Korrosion zu schützen. Die Normen schreiben deshalb je nach Beanspruchung und Umweltbedingungen bzw. Expositionsklasse eine Mindestdicke für die Betondeckung vor. Durch die nicht ausreichende Betondeckung ist der Schutz vor Korrosion nicht mehr gewährleistet. Das sich bildende Korrosionsprodukt (Rost) besitzt das mehrfache Volumen des ursprünglichen Stahls, somit wird die schützende Betondeckung durch den sich bildenden Druck abgesprengt. Dieser Schaden wird umso eher eintreten, je dünner, poröser und weniger alkalisch die Betondeckung des Stahls ist.

### Zerstörung durch chemischen Angriff
Viele Stoffe sind geneigt, sobald sie mit bestimmten anderen Molekülen/Atomen in Kontakt kommen, neue chemische Verbindungen einzugehen. Hierdurch werden die ursprünglichen Stoffeigenschaften mehr oder weniger verändert. Das gilt auch für den Baustoff Beton. Seine Neigung solche neuen chemischen Verbindungen einzugehen und damit die Gefahr, dass Betonbauteile von chemischen Stoffen angegriffen werden, hängt außer von der chemischen Zusammensetzung und Konzentration der auf den Beton einwirkenden Stoffe auch sehr stark von der Dichtheit des Betons ab, also davon, ob die Stoffe nur auf die Oberfläche einwirken oder ob sie auch in das Bauteil eindringen und von innen her einwirken können. Besonders gefördert wird das Eindringen chemisch aggressiver Flüssigkeiten oder Gase durch die Luftporen und Risse des Betons. Unterschieden wird zwischen dem lösenden Angriff und dem treibenden Angriff.

#### Lösender Angriff
Beton besteht im Wesentlichen aus durch Zement verkittetem Naturgestein. Zementstein ist als basisches Produkt besonders wenig widerstandsfähig gegen Säuren. Die Kalk-Tonerde-Verbindungen des Zementsteins werden durch den Säureangriff in wasserlösliche Verbindungen verwandelt, die dann durch Wasser und atmosphärische Einwirkungen abgetragen werden können. Hierdurch wird der Zusammenhalt zwischen Zuschlag und Zementstein zunächst gelockert und bei fortschreitendem Angriff zerstört. Solange die Betonhaut noch ungestört ist, kann der Angriff immer nur von der Oberfläche her beginnen. Je größer die Angriffsfläche bei fortschreitender Öffnung und Zerklüftung der Betonaußenhaut aber wird, desto schneller schreitet die Zerstörung fort.
Auf lange Sicht kann Beton durch Regenwasser und andere sehr weiche Wässer mit einer Härte von etwas weniger als 3° dH ausgelaugt werden. Über den Beton laufendes kalk- und magnesiumarmes Wasser löst Calciumhydroxid und schwemmt es aus. Sodann kann eine hydrolytische Zersetzung der Hydratphasen erfolgen. Je dichter der Beton, desto geringer ist der Effekt.
Wenn tierische und pflanzliche Öle und Fette mit Beton in Kontakt kommen, werden sie im alkalischen Milieu gespalten. Die bei dieser Verseifung freigesetzten organischen Fettsäuren bilden mit dem Calciumhydroxid eine Kalkseife, wodurch lokal eine Festigkeitsabnahme eintritt.
Mineralölprodukte (die keine Glycerinsäureester enthalten) werden nicht verseift. Größere Mengen können jedoch durch ihre Schmierwirkung einen bis zu 25%igen Festigkeitsverlust des Betons bewirken.

#### Treibender Angriff
Treibender Angriff liegt vor, wenn die auf den Beton einwirkenden Stoffe bei Reaktion mit dem Zementstein, in einigen Fällen auch mit den Zuschlägen (Alkalitreiben), neue Produkte mit wesentlich größerem Volumen bilden. Der größere Raumbedarf führt dann zur Sprengung des Betons von innen heraus. Ein typisches Beispiel hierfür ist auch das Sulfattreiben. Wirken sulfathaltige Gase oder Lösungen auf den Beton ein, dann kommt es durch Reaktion zwischen den Sulfaten und dem Tricalciumaluminat des Zementsteins (C3A) zur Bildung von Ettringit. Dabei vergrößert sich das Volumen der Ausgangsstoffe auf das Achtfache, der Beton wird von innen heraus gesprengt. Dieser Schaden tritt häufig bei Abwasserkanälen aus Beton auf. Hier bildet sich unter den vor allem bei tiefliegenden Kanalsystemen herrschenden Bedingungen (geringe Fließgeschwindigkeit, relativ hohe Temperatur und fehlende Belüftung) durch bakterielle Zersetzung der im Abwasser enthaltenen schwefelhaltigen organischen Stoffe (wie Eiweiße) das nach faulen Eiern riechende Schwefelwasserstoffgas. Dieses Gas kann durch andere Bakterien oder durch Luftsauerstoff zu Sulfaten oxidiert werden und diese können das Sulfattreiben verursachen. 
Bekannt ist Gips- oder Ettringittreiben auch aus der Denkmalsanierung. Wenn Beton beispielsweise zur Stabilisierung von Fundamenten eingesetzt wird, die ursprünglich mit gipshaltigem Mörtel vermauert wurden, so können im feuchten Milieu Sulfationen in den Beton migrieren und schädliches Kristallwachstum verursachen.

### Zerstörung durch Brand
Beton ist ein nicht brennbarer und bei Brandbelastung sehr widerstandsfähiger Baustoff. Trotzdem treten auch bei den für Normalbrände typischen Temperaturen von bis 1000 °C Schäden auf, deren Auswirkungen von Branddauer und Art der Konstruktion abhängig sind.

#### Beton
Der Abfall der Betonfestigkeit ist bis ca. 200 °C minimal. Bei höheren Temperaturen fällt die Festigkeit schneller ab und kann bei 500 °C schon bis auf 50 % der normalen Druck- und Spaltzugfestigkeit abgesunken sein. Wegen der schlechten Wärmeleitfähigkeit treten bei normaler Brandbelastung für die Standsicherheit relevante Temperaturen aber nur in den obersten Zentimetern auf, während der Kern der Betonkonstruktion meist weniger betroffen ist. Dabei kommt es meist zu Abplatzungen infolge einer Dampfentwicklung durch die Restfeuchte im Beton.

#### Bewehrungsstähle
Betonstahl ist wesentlich temperaturempfindlicher als Beton. Schon bei verhältnismäßig geringen Brandtemperaturen beginnt sich der Stahl zu dehnen. Dies geschieht umso schneller, je kleiner die Betondeckung ist. Durch die Dehnung des Stahls kommt es zum Abplatzen der Betondeckung (wegen der besseren Wärmeleitfähigkeit des Stahls erwärmt er sich auch in Bereichen, in denen der Beton noch kühler ist. Dadurch kommt es zu Dehnungsdifferenzen zwischen Stahl und Beton, welche zum Abplatzen der Betondeckung führen.), wodurch der Stahl dann direkt der Brandeinwirkung ausgesetzt ist. Ab etwa 200 °C sinken die Steifigkeits- und Festigkeitskennwerte des Stahls beträchtlich ab. Bei etwa 500 °C ist die Fließgrenze in der Regel bis auf das Niveau der vorhandenen Spannung im Bewehrungsstab abgesunken, dabei sind hochwertige und kaltverformte Stähle ganz allgemein empfindlicher gegen Brandtemperaturen. Bei Spannstahl liegt die kritische Grenze nur knapp über 350 °C. Sinkt in einem Stahlbetonbauteil die Fließgrenze des Stahls unter die von ihm aufzunehmende Spannung, dann ist die Tragfähigkeit des Bauteils erschöpft. Es wird sich zunächst stark verformen und bei weiterer Belastung oder weiterem Temperaturanstieg versagen.
Auch wenn es durch den Brand nicht zu einem Bauteilversagen kommt, ist die Tragfähigkeit des Bauteils wegen der Überdehnung des Stahls sowie den Verbundverlust massiv geschwächt und muss ertüchtigt werden. Dies kann z. B. durch Unterfangungen oder das nachträgliche Aufkleben von Bewehrung aus Flachstahl oder Kohlefaserlamellen geschehen.

### Schäden durch Chlorideinwirkung
Obwohl Chloride den Beton nicht direkt angreifen, können sie – falls ausreichend Feuchtigkeit vorhanden ist – zur Lochfraßkorrosion der Bewehrungsstähle im Beton führen. Schäden durch Chlorideinwirkung können aufgrund von Brand oder Tausalz auftreten.

#### Chloridbelastung durch Brand
Durch Verbrennung von PVC-Kunststoffen kommt es, vor allem bei Industriebränden, zur Chloridbelastung von Stahlbetonbauteilen. Bei der thermischen Zersetzung von PVC wird Chlorwasserstoff freigesetzt und kondensiert in Verbindung mit der Verbrennungsfeuchtigkeit in Form von Salzsäure auf kälteren, meist weiter vom Brandherd entfernten Betonflächen. Die jeweilige Eindringtiefe ist neben der Menge des freigesetzten Chlorwasserstoffes vor allem abhängig von der Dichtheit des Betons.

#### Chloridbelastung durch Tausalz
Bei Eis- oder Schneebildung werden die befahrenen und begangenen Betonflächen mit Frosttaumitteln, in der Regel mit Tausalzen bestreut. Das zur Verwendung kommende Salz (NaCl) enthält einen großen Anteil Chlorid. Beim Auftauen bildet sich eine Natriumchloridlösung. Gelangen die Chloride an die Bewehrung, so besteht immer die Gefahr der Lochfraßkorrosion, insbesondere für den empfindlichen Spannstahl. Besonders gefährdet sind Brückenbauwerke und Parkdecks. Die Schadensvorgänge spielen sich nicht an der Oberfläche ab, wo sie leicht zu erkennen sind, sondern im Inneren des Bauteils an der Bewehrung durch punktuelle Zerstörung. Sie können deshalb zu dem Zeitpunkt, an dem sie erkannt werden, bereits zur schweren Beeinträchtigung der Standsicherheit geführt haben.

### Risse
In dem inhomogenen Komponentenbaustoff Beton existieren schon von der Herstellung an feine Risse, die beispielsweise aus der Kontraktion des Zementsteins bei Abgabe von Überschusswasser herrühren. Diese feinen, in den ersten Stunden der Erhärtung entstehenden Risse sind kaum erkennbar und kein Mangel oder gar Schaden. Thermische oder mechanische Spannungen im Bauteil können aber an diesen Mikrorissen ansetzen und sie zu Makrorissen vergrößern. Da es im Verbundbaustoff Stahlbeton eine gewisse Dehnung braucht, bis die zur Aufnahme von Zugspannungen eingebaute Bewehrung in der Lage ist diese Spannungen alleine aufzunehmen, sind Risse aus lastbedingter Verformung nicht völlig zu vermeiden. Bei der statischen Berechnung von Stahlbetonbauteilen wird vorausgesetzt, dass im so genannten Zustand II der Beton in der Zugzone gerissen ist. Man spricht deshalb bei Stahlbeton scherzhaft auch von einer „gerissenen Bauweise“.
Zur Sicherstellung einer ausreichenden Gebrauchstauglichkeit und Dauerhaftigkeit einer Konstruktion ist es aber erforderlich, durch Wahl entsprechender Beton- und Stahlquerschnittsflächen sowie durch richtige Verteilung der Bewehrung die Risse auf ein unschädliches Maß zu begrenzen, sodass unter normaler atmosphärischer Belastung keine Korrosionsgefahr für die Bewehrung besteht. Risse stellen also in der Regel keinen technischen Mangel dar, sofern ihre Breite unter 0,3 mm bleibt. Bei größeren Rissbreiten bilden sie aber Eingangstore für Wasser und Sauerstoff, evtl. auch für eindringende aggressive Stoffe, und gefährden den Korrosionsschutz der Betonstähle.
Bei der Beurteilung eines Risses ist zu unterscheiden zwischen reinen Oberflächenrissen und trennenden Rissen. Erstere stellen keine konstruktive Gefährdung des Bauteils dar, gefährden aber häufig den nur durch eine intakte Betondeckung gewährleisteten Korrosionsschutz der Bewehrung. Die trennenden Risse, die durch einen größeren Teil des Bauwerks hindurchgehen, gewährleisten hingegen nicht mehr die für die Standsicherheit erforderliche Übertragung der Kräfte.
Bei Bauteilen, die außer einer konstruktiven noch eine abdichtende Funktion haben, wie etwa Schwimmbecken, Trinkwasserbehälter, oder Bauwerke im Grundwasser (Weiße Wannen), ist es nicht immer erforderlich, dass ein Riss durch die ganze Wandstärke hindurchgeht. Für das Auftreten von Undichtigkeiten kann es bei dünnen Bauteilen unter ungünstigen Umständen ausreichen, dass ein Riss bis zur Bewehrung reicht, da die Flüssigkeit sich einen Weg entlang der um die Stahlstäbe meist vorhandenen Störstellen im kompakten Betongefüge sucht und irgendwo – oft ein ganzes Stück von der Eindringstelle entfernt – wieder austreten kann.

## Normen
- DIN 1045 Teile 2 und 3 - Tragwerke aus Beton, Stahlbeton und Spannbeton
- EN 1992 - Bemessung und Konstruktion von Stahlbeton- und Spannbetontragwerken
- EN 13670 - Ausführung von Tragwerken aus Beton